# 波舍霍尼耶
波舍霍尼耶（俄语：Пошехо́нье）是俄羅斯雅羅斯拉夫爾州北部的城市，位於州府雅羅斯拉夫爾西北151公里。2002年人口6,973人。
1777年設市並改稱現名。1918至1992年以В·沃洛達爾斯基改稱波舍霍尼耶-沃洛達爾斯克（Пошехо́нье-Волода́рск）。